# B. Engineering
B. Engineering ist ein italienischer Automobilhersteller, der Sportwagen in limitierter Auflage herstellt. Seit 2001 stellt B. Engineering den Edonis her, der auf dem Bugatti EB110 basiert.
Aufgrund der Beziehungen zwischen Edonis und dem EB110 beziehungsweise dem EB112 bietet B. Engineering auch technische Dienstleistungen zu den Modellen EB 110 GT, EB 110 SS und EB 112 von Bugatti an.
Das Unternehmen dürfte nicht mehr existieren. Ein Unternehmen namens Casil Motors erwarb 2018 Projekte und Rechte und wollte weitere 15 Exemplare auf den noch vorhandenen Fahrgestellen herstellen, dazu kam es allerdings nicht. Auch dieses Unternehmen scheint nicht mehr zu existieren.